# Campo (Francja)
Campo (kors. Campu) – miejscowość i gmina we Francji, w regionie Korsyka, w departamencie Korsyka Południowa.
Według danych na rok 1990 gminę zamieszkiwało 65 osób, a gęstość zaludnienia wynosiła 20 osób/km².